# Mount High (Antarktika)
Mount High ist mit 1600 m der höchste Berg der Werner Mountains nahe der Lassiter-Küste im Palmerland auf der Antarktischen Halbinsel. Er ragt auf der Südseite des Douglas-Gletschers im Zentrum des Gebirges auf.
Der United States Geological Survey kartierte ihn anhand eigener Vermessungen und Luftaufnahmen der United States Navy aus den Jahren von 1961 bis 1967. Das Advisory Committee on Antarctic Names benannte ihn 1968 nach Harvey W. High (1938–1982), Koch auf der Amundsen-Scott-Südpolstation im antarktischen Winter 1967, der am 26. Juli 1982 beim Boarding des Schiffs Hero für eine Versorgungsfahrt zur Palmer-Station im Hafen von Punta Arenas von der Gangway fiel und ertrank.